# Genový sad

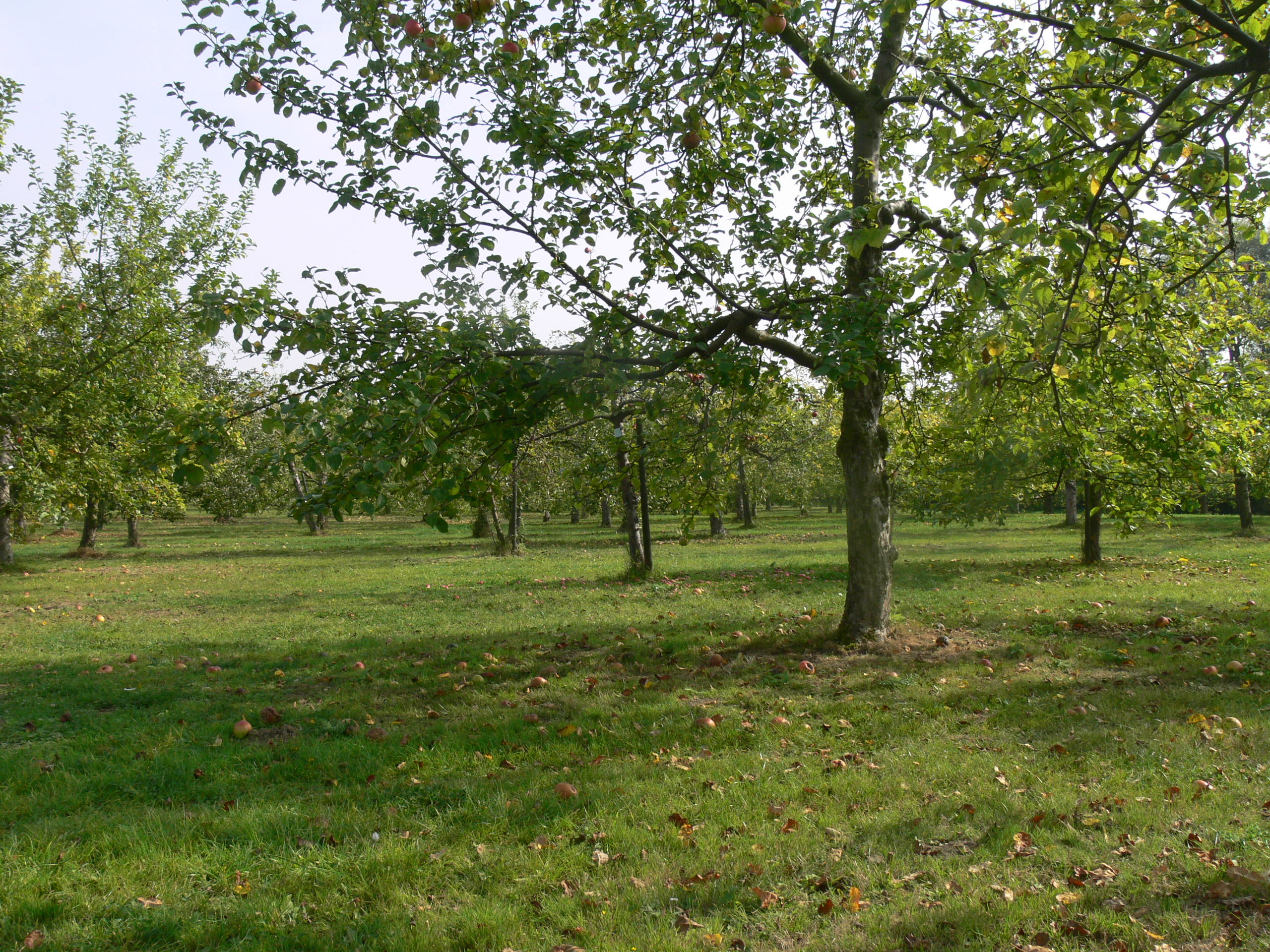
Genový sad pro staré odrůdy jabloní.

Genový sad je specifický typ botanické zahrady zaměřené na zachování biologické a genetické rozmanitosti lokálních odrůd ovocných stromů a keřů. (Bývá též nazýván je „pamětí“ či „kulturním dědictvím“; ve Francii je proto častěji užíván výraz konzervační sad.)
Nejčastěji jsou genové sady organizovány podle ovocných druhů – jako sady jabloňové, hrušňové a ty, kde jsou zastoupeny odrůdy typické pro příslušnou oblast (mikroregion). Jakkoliv se ve většině případů jedná o sbírku druhů starých (původních) odrůd, mohou zde své místo nalézt i odrůdy novější – jako preventivní opatření. Genový sad může být také rozdělen a existovat na několika různých místech, jako to například organizují ve Francii Les Croqueurs de pommes, kde jednotliví členové sdružení na svých zahradách koordinovaně pečují o jednu či více místních odrůd místních ovocných stromů či keřů.

## Genové sady v Česku
Ve Francii již existuje řada genových sadů delší dobu, v Česku je tento fenomén poměrně nový (cca 2010-2012).
Genové sady jsou budovány, mimo jiné, na Tachovsku, Plzeňsku a Valašsku, ale i jinde.